# Молот (дворец спорта)
Универсальный Дворец спорта «Молот» имени В. Н. Лебедева — крытый спортивный комплекс, расположенный в Мотовилихинском районе Перми, являющийся ареной для проведения домашних встреч хоккейного клуба «Молот» и баскетбольного клуба «Парма».

## История

### История строительства

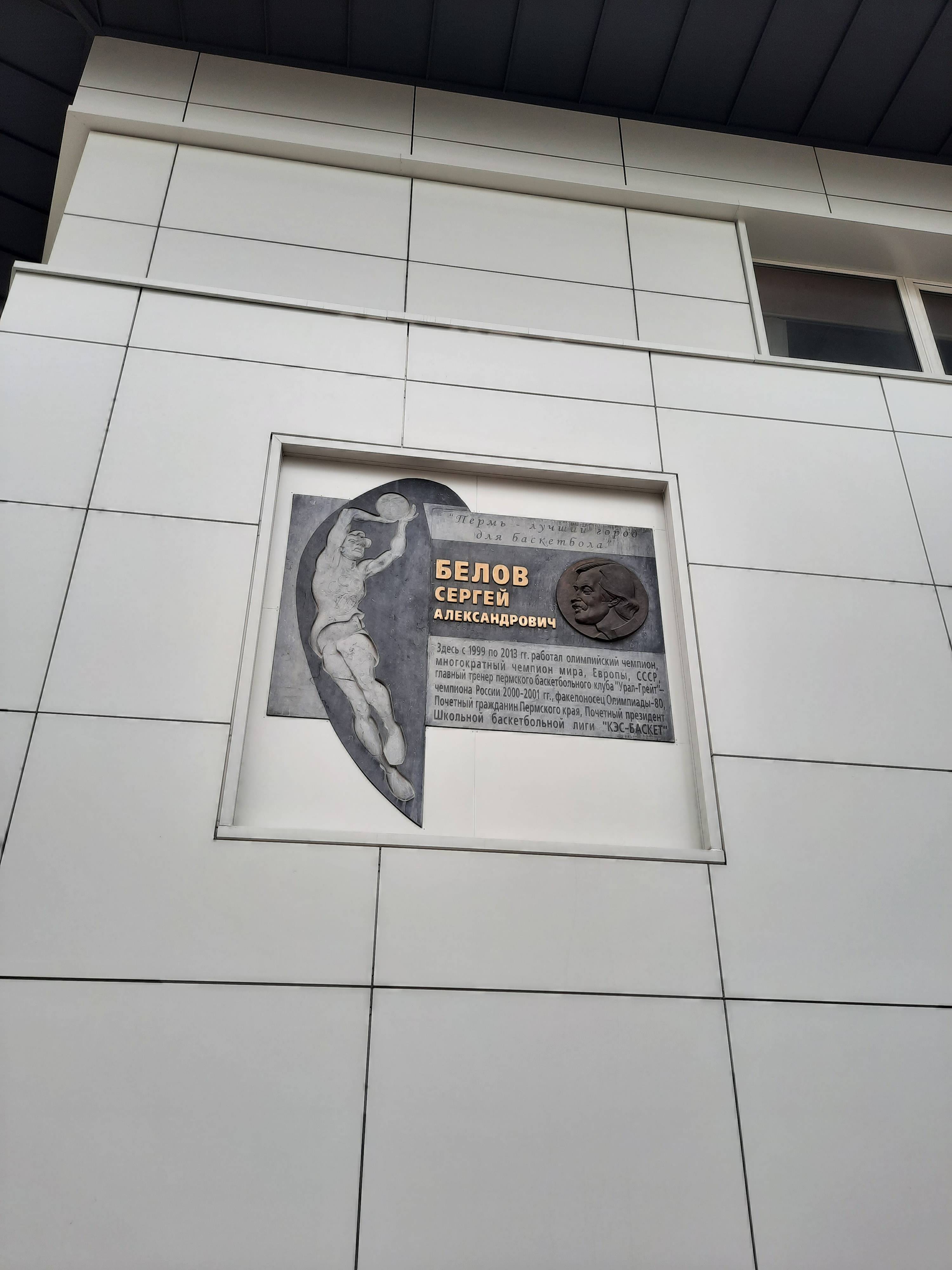
Памятная доска Белову Сергею Александровичу — УДС «Молот» (2024 год)

Стадион «Молот» был сооружён в 1965—1966 годах, по инициативе директора «Мотовилихинских заводов» того времени — В. Н. Лебедева, именем которого позже была названа улица, на которой сейчас расположен УДС «Молот». В конце 1980-х годов была организована реконструкция Дворца спорта, авторами которой стали В. Пешин и В. Красовицкий. Процессом модернизации здания УДС «Молота» руководил заместитель директора завода Г. М. Скрипов. Реконструкция завершилась в 1989 году к IX зимней Спартакиаде народов РСФСР. УДС «Молот» до сих пор принадлежит ОАО «Мотовилихинским заводам», которые пытаются реализовать этот непрофильный актив с начала 2000-х годов.

### История продажи
Дворец спорта «Молот» оказался в списке непрофильных активов «Мотовилихинских заводов» после того, как контрольный пакет акций предприятия достался московской компании ЗАО «ФД „Русь“». Вместе с УДС «Молот» в списке непрофильных активов числились Дворец культуры «Мотовилихинские заводы» (ДК им. Ленина) и ресторан «Горный Хрусталь». В середине 2000-х годов «Мотовилихинские заводы» продали ресторан «Горный Хрусталь» группе компаний «Норман» (контролирует сеть супермаркетов «Виват» в г. Перми), а ДК им. Ленина перешёл в собственность Пермского епархиального управления христиан веры евангельской.
В 2003 году «Мотовилихинские заводы» пытались продать УДС «Молот» в региональную собственность за $ 3—6 млн но переговоры не увенчались успехом. Затем, бывший губернатор Пермской области Юрий Трутнев предложил «Мотовилихинским заводам» передать УДС «Молот» в областную собственность в обмен на погашение их кредиторской задолженности перед бюджетом. Но в итоге Дворец спорта стал использоваться акционерами «Мотовилихинских заводов» в качестве залога, при получении банковских кредитов. С 2004 года Дворец спорта стал приносить «Мотовилихинским заводам» прибыль.
В 2006 году Дворцом спорта заинтересовалась инвестиционная компания DVI, которая владеет торгово-развлекательным центром «Столица» в Перми. Компания DVI хотела развивать, прежде всего, инфраструктуру развлекательного характера, но руководство «Мотовилихинских заводов» настаивало на том, что необходимо сохранить профиль спорткомплекса. Переговоры вновь были прекращены.
В 2021 году принадлежащее краевым властям акционерное общество «Корпорация развития Пермского края» выкупило на аукционе по реализации имущества «Мотовилихинские заводы», проходящих процедуру банкротства, права на УДС «Молот» за 284,4 млн рублей.

## Расположение
УДС «Молот» расположен в микрорайоне Рабочий посёлок (Мотовилихинский район г. Перми) на пересечении основных транспортных путей. Дворец спорта находится на улице Лебедева, созданной в 1920-х годах. До УДС «Молота» можно добраться на общественном транспорте — трамвае или автобусе (остановки: «Дворец спорта „Молот“» и «ДК им. Ленина»), а также на Пермском наземном метро до станции «Славянова»

## Деятельность
УДС «Молот» — самый большой закрытый спортивный комплекс в городе Перми. Дворец спорта вмещает 6000 — 7000 зрителей. Во Дворце спорта «Молот» осуществляются соревнования по баскетболу, хоккею, теннису, бадминтону, боксу и мини-футболу. Стадион является домашней ареной для выступлений ХК «Молот-Прикамье» и ПБК «Урал-Грейт». Кроме того, во Дворце расположены детские спортивные кружки и секции. На территории, прилегающей непосредственно к зданию УДС «Молота» имеются небольшие футбольные поля, баскетбольная площадка, теннисный корт и т. д. для проведения тренировочных занятий местных спортивных команд и детско-юношеских школ.
Часть площадей внутри УДС «Молота» отданы под коммерческую аренду (преимущественно мебельные магазины, а также кафе, сауна и т. п.). Во Дворце спорта часто организуются выступления звёзд российской и зарубежной эстрады.16-17 марта 1990 года в УДС «Молот» состоялись последние пермские концерты рок-группы «Кино». В октябре 2008 года в УДС «Молоте» выступила группа Deep Purple, осуществляющая гастроли по России. На Ледовой арене Дворца спорта неоднократно проходили выступления ведущих фигуристов России в рамках шоу «Ледниковый период» и «Танцы на льду».

### Основные показатели
Балансовая стоимость этого объекта на конец 2007 года составляла 840 млн руб. Годовой оборот — около 40 млн руб. (2007 год). Помимо прибыли, получаемой от сдачи в аренду помещений коммерческим структурам, доход УДС «Молот» формируется за счёт выплат по аренде ХК «Молот-Прикамье» (ок. 15 млн руб.) и ПБК «Урал-Грейт» (12 млн руб.). По независимой банковской оценке, проведённой по заказу ОАО «Мотовилихинские заводы», стоимость УДС «Молота» была оценена примерно в 900 млн руб.

## Происшествия
В 2008 году в УДС «Молот» произошло возгорание кабеля в электрощитовой. 26 сентября поступило сообщение о задымлении второго этажа Дворца спорта. Была проведена эвакуации 500 человек. На место происшествия прибыло 10 единиц спецтехники. Возгорание было вскоре ликвидировано; пострадавших не было.